# Imperia
Imperia (, Impëia, Inpéria o Inpêia in ligure) è un comune italiano di 42 443 abitanti, capoluogo dell'omonima provincia, in Liguria.
Situato nella Riviera di Ponente, l'ente è nato nel 1923 dall'accorpamento amministrativo dei soppressi comuni di Borgo Sant'Agata, Caramagna Ligure, Castelvecchio di Santa Maria Maggiore, Costa d'Oneglia, Moltedo, Montegrazie, Oneglia, Piani, Poggi, Porto Maurizio, Torrazza.

## Geografia fisica

### Territorio
L'odierno centro urbano di Imperia comprende gli abitati di Porto Maurizio e Oneglia (che a sua volta comprende Castelvecchio Santa Maria Maggiore), storicamente e geograficamente distinti.
Oneglia, a levante, è la parte più estesa della città, si estende nella breve piana alluvionale sulla sinistra della foce del torrente Impero, raccogliendosi intorno a piazza Dante, dalla quale si aprono alcune delle principali strade moderne della città. Ha costituito storicamente il centro industriale della città, legata principalmente alla produzione di olio di oliva. Era famosa per la produzione di pasta.
Subito a nord di Oneglia si trova il borgo di Castelvecchio Santa Maria Maggiore.
Porto Maurizio, a ponente del torrente Impero (che dà nome alla città), è raccolto su un promontorio proteso nel mare sulla sinistra della foce del torrente Caramagna e si espande sulla cimosa costiera; ha una vocazione prevalentemente residenziale e turistica. È intricata e pittoresca, ricca di caruggi (vicoli), piccole creuze (viottoli) e palazzi di pregio.
Il territorio retrostante la città, al centro della Riviera dei Fiori, ha un andamento orografico caratterizzato da brevi valli, poste perpendicolarmente alla costa e uniformemente digradanti, nelle quali si sono sviluppati molti insediamenti che sono riusciti a conservare intatta o quasi la loro struttura originaria. Il punto più alto del territorio comunale imperiese si trova 534 m s.l.m.
La coltura dell'olivo, introdotta intorno al XII secolo, ha segnato profondamente la storia del territorio imperiese, così come, secoli più tardi, hanno fatto i fiori e il turismo. Olivi coltivati su colline terrazzate (dette in dialetto locale fasce) con i caratteristici muretti a secco sono l'elemento dominante del paesaggio. Classificazione: zona 3 (sismicità bassa), Ordinanza PCM n. 3274 del 20/03/2003

### Clima
- Classificazione climatica: C (i Gradi giorno della città sono 1201, e il limite massimo consentito per l'accensione dei riscaldamenti è di 10 ore giornaliere, dal 15 novembre al 31 marzo).[7]

Le valli retrostanti la città, soprattutto dietro Porto Maurizio, sono particolarmente brevi ed il crinale di sommità costituisce uno sbarramento naturale verso settentrione, che garantisce alla città un efficace riparo dai venti più freddi e le dona un clima particolarmente mite, premiato più volte come il migliore d'Italia dalle testate giornalistiche.
| Imperia             | Mesi | Mesi | Mesi | Mesi | Mesi | Mesi | Mesi | Mesi | Mesi | Mesi | Mesi | Mesi | Stagioni | Stagioni | Stagioni | Stagioni | Anno  |
| Imperia             | Gen  | Feb  | Mar  | Apr  | Mag  | Giu  | Lug  | Ago  | Set  | Ott  | Nov  | Dic  | Inv      | Pri      | Est      | Aut      | Anno  |
| ------------------- | ---- | ---- | ---- | ---- | ---- | ---- | ---- | ---- | ---- | ---- | ---- | ---- | -------- | -------- | -------- | -------- | ----- |
| T. max. media (°C)  | 13   | 13   | 15   | 17   | 21   | 24   | 27   | 28   | 25   | 21   | 16   | 14   | 13,3     | 17,7     | 26,3     | 20,7     | 19,5  |
| T. media (°C)       | 10   | 10   | 12   | 14   | 18   | 22   | 24   | 25   | 22   | 18   | 14   | 11   | 10,3     | 14,7     | 23,7     | 18       | 16,7  |
| T. min. media (°C)  | 8    | 8    | 10   | 12   | 16   | 19   | 22   | 22   | 19   | 16   | 12   | 9    | 8,3      | 12,7     | 21       | 15,7     | 14,4  |
| Precipitazioni (mm) | 48,4 | 41,5 | 44,1 | 57,5 | 44,2 | 28,4 | 13,9 | 27,8 | 58,9 | 91,9 | 86,6 | 59,8 | 149,7    | 145,8    | 70,1     | 237,4    | 603,0 |
| Giorni di pioggia   | 5,0  | 4,2  | 4,5  | 6,5  | 5,8  | 3,9  | 2,6  | 3,8  | 5,4  | 7,4  | 7,1  | 5,7  | 14,9     | 16,8     | 10,3     | 19,9     | 61,9  |

## Storia
La creazione di Imperia avvenne il 21 ottobre 1923 con un decreto reale che riuniva undici preesistenti comuni in un unico comune, che ha preso il nome dal torrente Impero che scorre fra i due centri principali (per aggirare dispute campanilistiche sulla scelta del nome stesso).
Dal 1973 al 1º gennaio 2009 è stata la sede amministrativa della Comunità montana dell'Olivo, quest'ultima confluita nella Comunità montana dell'Olivo e Alta Valle Arroscia con la Legge Regionale n° 24 del 4 luglio 2008.

### Simboli
Stemma
Gonfalone
Bandiera

Lo stemma è stato concesso con il regio decreto del 19 febbraio 1925. Lo scudo riunisce i vecchi stemmi dei comuni di Porto Maurizio e Oneglia, in cui le 4 torri d'argento rappresentano Porto Maurizio, e l'albero sradicato rappresenta Oneglia. Il gonfalone è stato concesso con regio decreto del 16 gennaio 1930.

## Monumenti e luoghi d'interesse

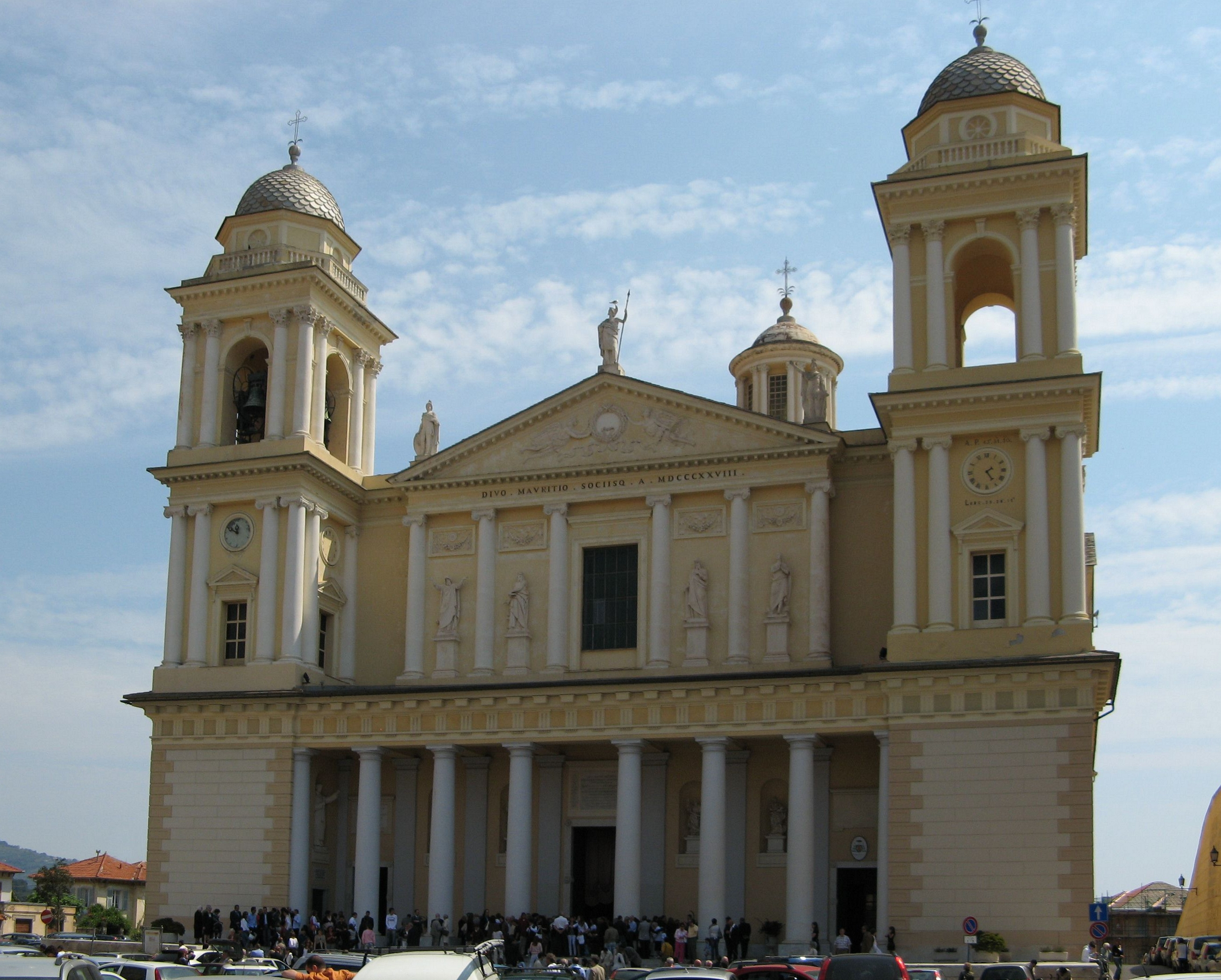
Il duomo di San Maurizio a Porto Maurizio

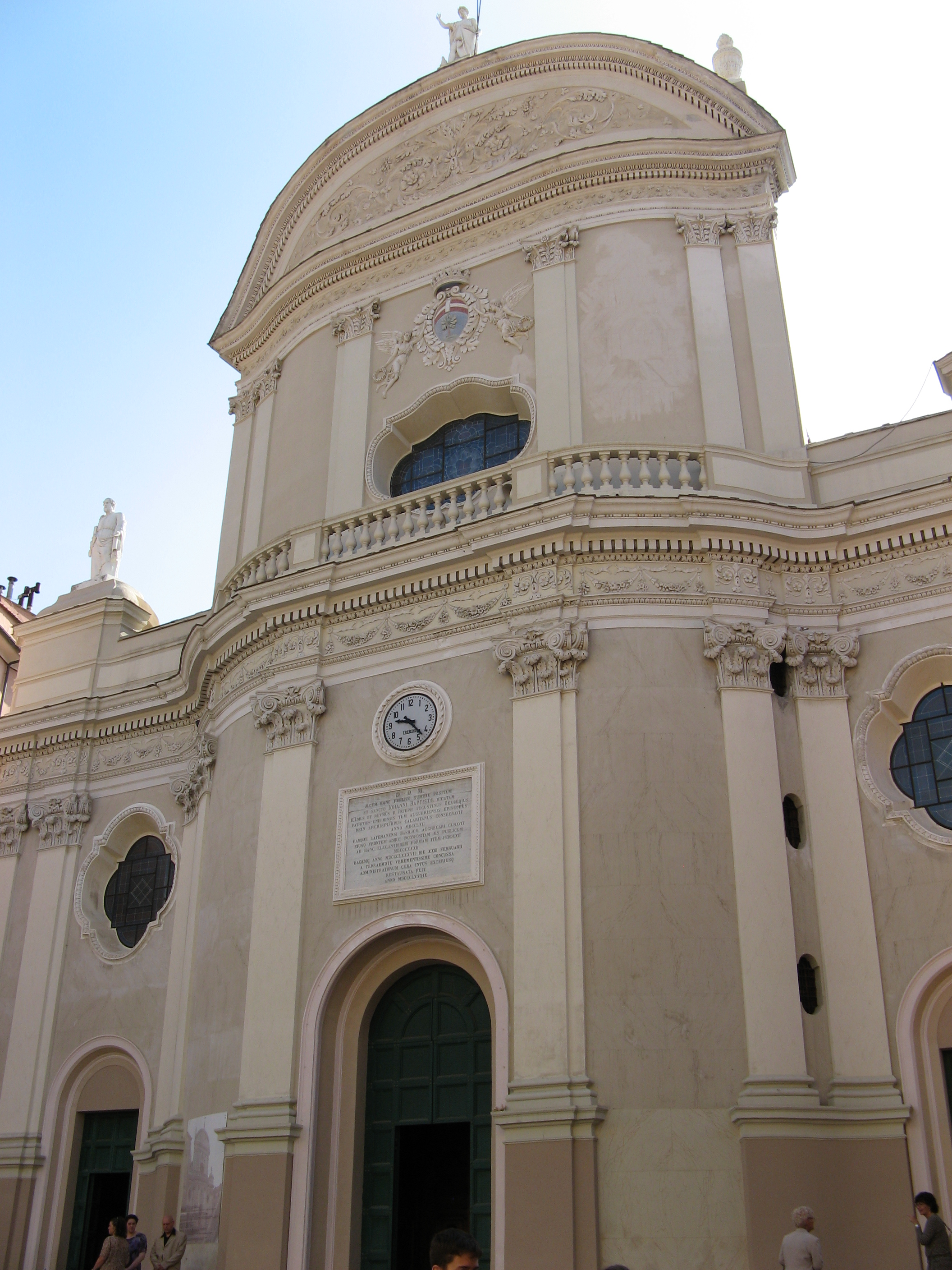
La Basilica di San Giovanni Battista ad Oneglia

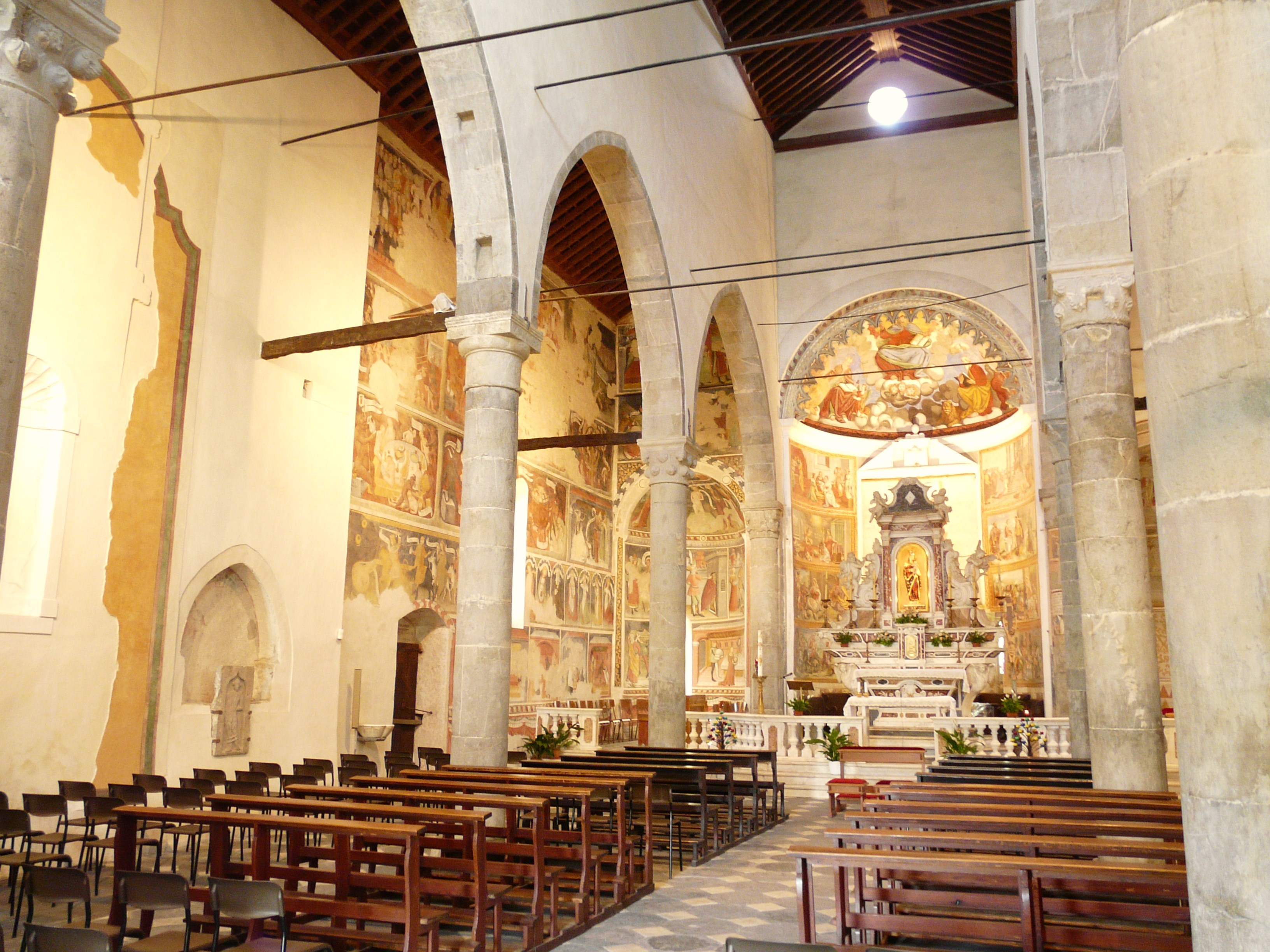
L'interno affrescato del santuario di Montegrazie

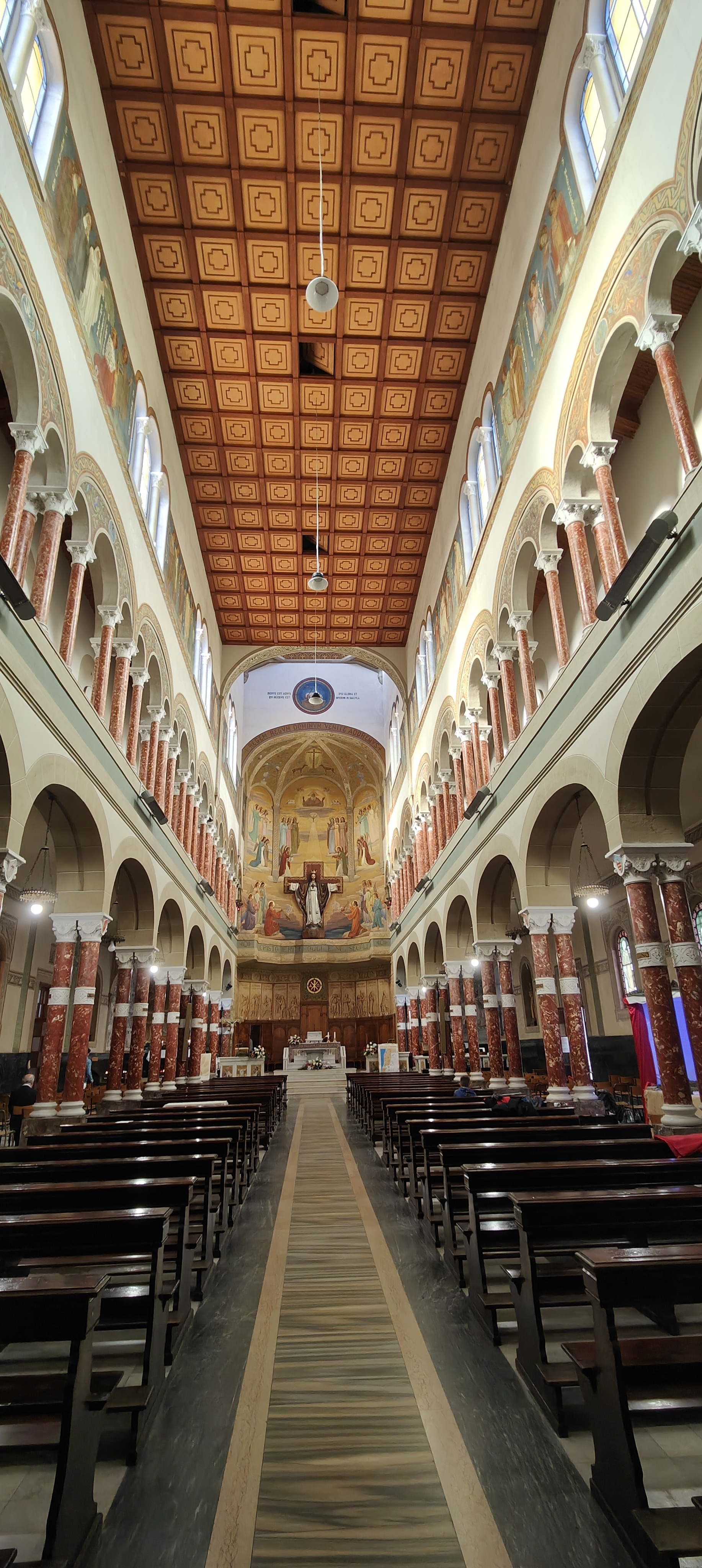
L'interno della chiesa di Cristo Re in via Trento

### Architetture religiose
A Porto Maurizio:
- Basilica di San Maurizio e Compagni Martiri;
- Logge di Santa Chiara e convento delle Clarisse;
- Oratorio di San Pietro;
- Oratorio di Santa Caterina;
- Santuario di Santa Croce alla sommità del Monte Calvario;
- Chiesa dell'Immacolata;
- Chiesa e casa natale di san Leonardo da Porto Maurizio;
- Chiesa di Santa Maria Maddalena;
- Chiesa di San Giuseppe;
- Chiesa Ave Maris Stella a Borgo Marina.

Ad Oneglia:
- Basilica di San Giovanni Battista;
- Chiesa di Santa Maria Maggiore a Castelvecchio;
- Chiesa di San Camillo;
- Chiesa di San Biagio - dell'Annunziata (ex Padri Minimi). All'interno è una pala con la Vestizione mistica di San Desiderio di Giovanni Domenico Cappellino[14].
- Chiesa di San Sebastiano;
- Chiesa di Nostra Signora di Loreto, a Borgo Peri;
- Chiesa di San Luca, sulla collina delle Cascine;
- Chiesa di Cristo Re, tra i due borghi di Oneglia e di Porto Maurizio;
- Chiesa della Sacra Famiglia;

A Castelvecchio:
- Chiesa parrocchiale di Santa Maria Maggiore;

Nelle frazioni:
- Chiesetta di San Martino a Clavi;
- Chiesa parrocchiale di Sant'Antonio a Costa d'Oneglia;
- Oratorio dell'Assunta a Costa d'Oneglia;
- Santuario della Madonna del Carmine a Costa d'Oneglia;
- Chiesa parrocchiale di San Bernardo a Oliveto;
- Oratorio di San Giacomo a Barcheto;
- Chiesa parrocchiale di San Michele Arcangelo a Borgo d'Oneglia;
- Chiesa parrocchiale di Sant'Agata a Borgo Sant'Agata;
- Chiesa parrocchiale di San Sebastiano ad Artallo;
- Oratorio di San Benedetto ad Artallo;
- Chiesa parrocchiale dei Santi Simone e Giuda a Cantalupo;
- Oratorio di San Giacomo ai Ricci;
- Oratorio di San Bernardo a Massabovi;
- Chiesa di San Bartolomeo, parrocchiale a Caramagna;
- Oratorio di Sant'Antonio a Caramagnetta;
- Chiesa parrocchiale dell'Annunziata a Montegrazie;
- Santuario di Nostra Signora delle Grazie a Montegrazie;
- Chiesa parrocchiale di San Bernardo a Moltedo;
- Oratorio dell'Immacolata Concezione a Moltedo;
- Oratorio di Santa Caterina a Moltedo;
- Oratorio di Sant'Agostino a Moltedo;
- Chiesa parrocchiale - santuario dell'Assunta a Piani;
- Chiesetta di San Bernardo a Torrazza;
- Pieve di San Giorgio, parrocchiale a Torrazza;
- Oratorio di San Giovanni a Torrazza;
- Chiesa di San Gottardo a Torrazza;
- Chiesa parrocchiale della Madonna della Neve a Poggi;
- Oratorio di Sant'Antonio a Poggi.

### Architetture civili
A Porto Maurizio:
- Palazzo Lercari-Pagliari;
- Palazzo Lavagna;
- Palazzo Strafforello;
- Villa Carpeneto;
- Villa Faravelli;
- Villa Varese;

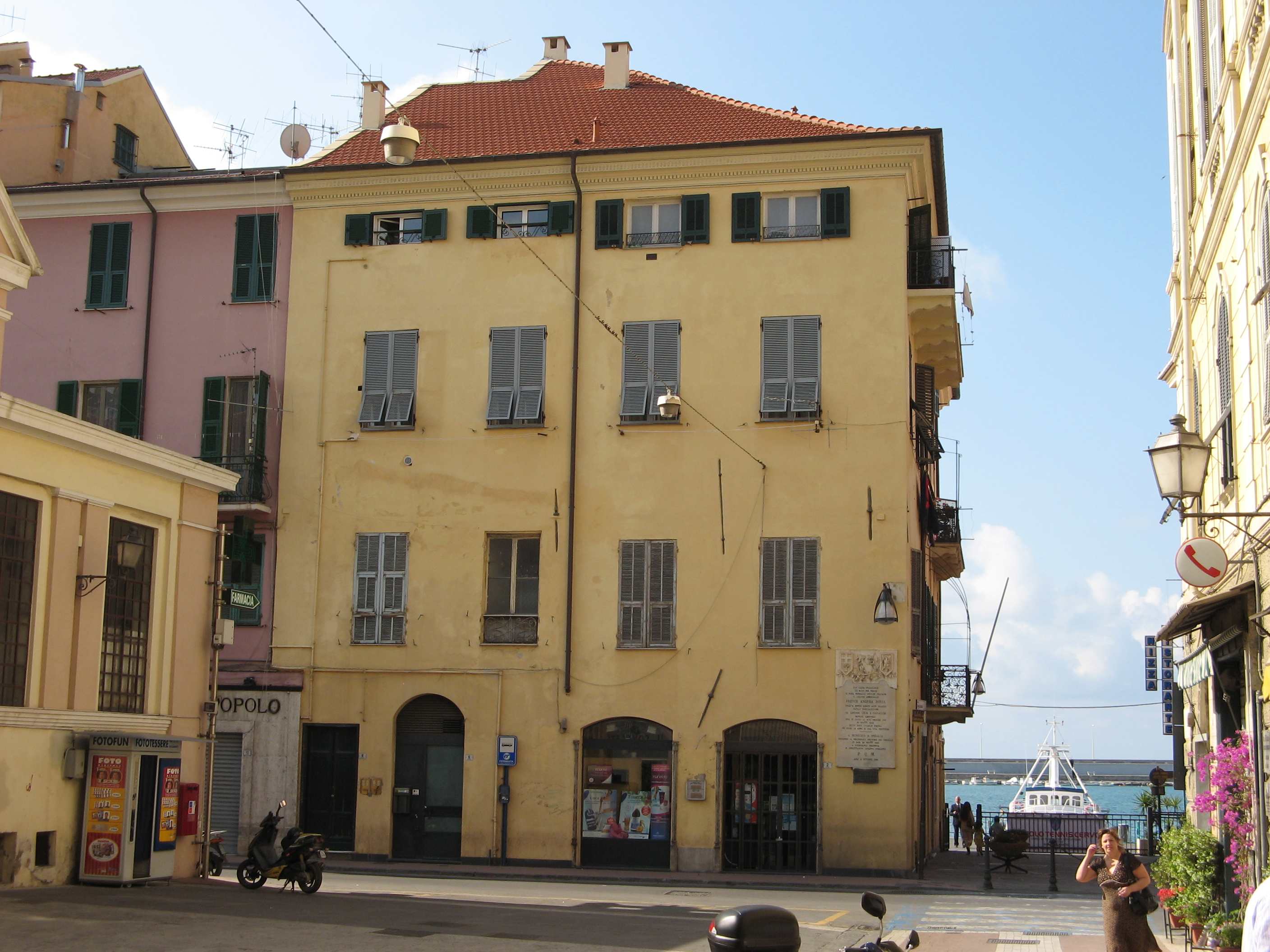
Casa natale dell'ammiraglio onegliese Andrea Doria

- Casa di san Leonardo, casa natale del santo patrono di Imperia al Parasio.
- Ospizio dei Cavalieri di Malta in Borgo Marina, del XIII secolo, che diede ospitalità a Francesco Petrarca. Pressoché intatta l'abside e ancora visibile anche se molto deteriorato un affresco murale raffigurante la croce di Malta sul muro esterno sopra la porta laterale dell'edificio.
- Teatro Cavour ex municipio;
- Torre di Prarola (costruita per l'avvistamento dei pirati saraceni), sul mare subito ad ovest di Porto Maurizio;
- Porta Martina, ultima testimonianza delle mura medievali al Parasio (Porto Maurizio).

A Oneglia:

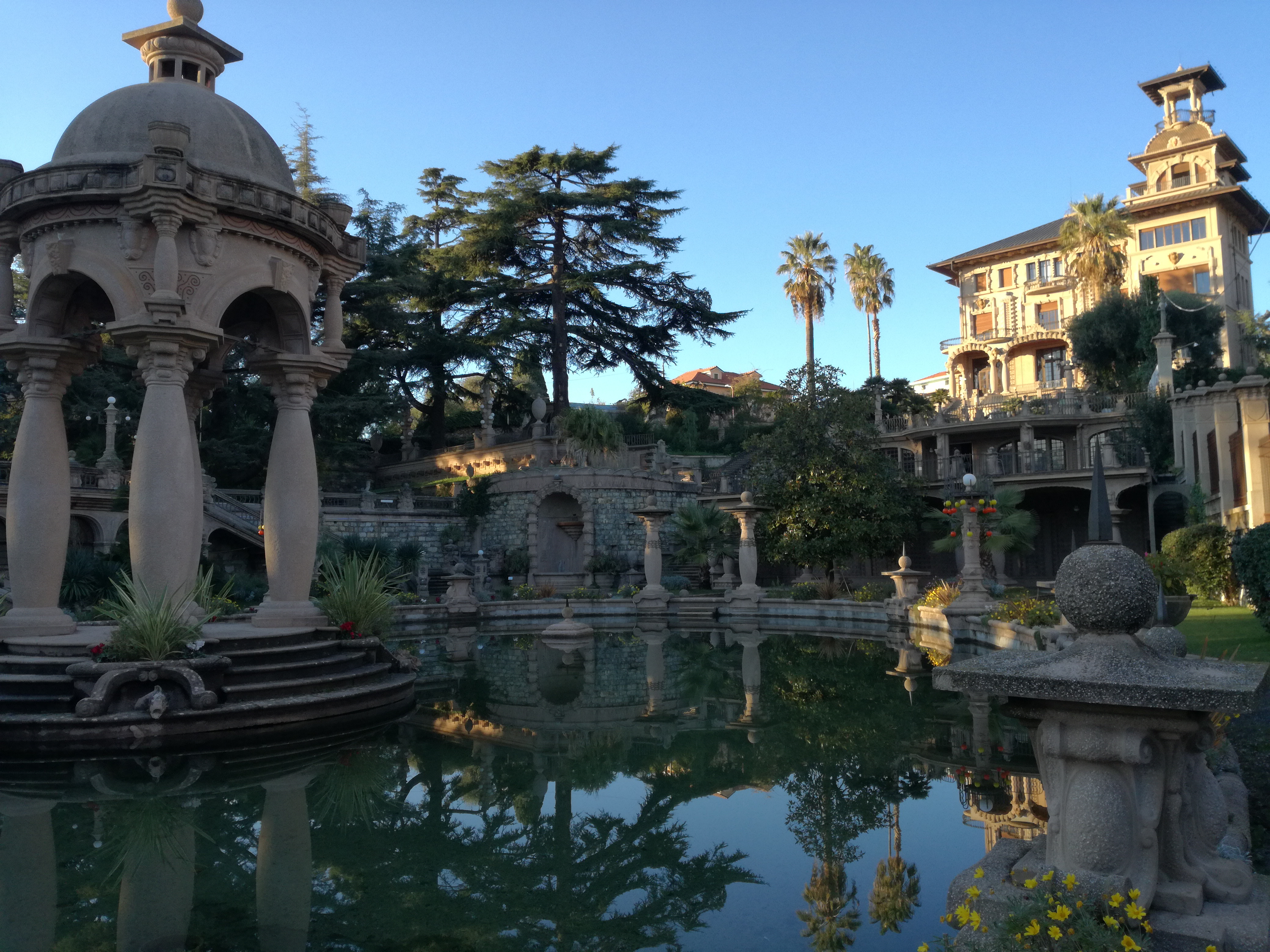
Villa Grock, 1927, Oneglia

- Palazzo Doria (dove nel 1466 nacque il famoso ammiraglio Andrea Doria);
- Villa Grock, ritiro del famoso artista-pagliaccio svizzero della prima metà del Novecento;
- Casa Rossa, villa su Capo Berta verso Diano Marina, già dimora del poeta Angiolo Silvio Novaro;
- Il "Cremlino", palazzo in stile rinascimentale con torre, ex sede comunale di Oneglia;
- Caffè Pasticceria Piccardo del 1905, iscritto alla associazione dei Locali Storici d'Italia[15];
- Fontana di piazza Dante, situata nel centro di Oneglia, fatta costruire nella seconda metà del 1900 dal sindaco Carlo Gonan.

A Torrazza:
- Torre Antibarbaresca, restaurata nel 1992[16].

### Monumenti
- Monumento a Giuseppe Garibaldi, raffigurato in riposo su uno scoglio, opera di Tancredi Pozzi del 1904. Nel 1923 la statua si trovava più in basso, sulla Via Aurelia (poi Viale Matteotti), poi fu spostata al centro della grande piazza Roma di Porto Maurizio (l'ex Piazza dell'Annunziata, in quanto vicina all'omonimo convento, poi ricostruito e trasformato in sede scolastica) dove si trova tuttora.
- Monumento in bronzo Ai Cap-Hornier, i tanti marittimi di tutti i paesi che, al tempo della navigazione a vela, avevano doppiato il mitico Capo Horn, sede di continue tempeste, mettendo a rischio la vita in ogni traversata. Il monumento, che raffigura un timoniere mentre affronta le intemperie coperto da una cerata, si trova alla base del Molo Lungo di Porto Maurizio, all'ingresso del porto.
- Monumento a Edmondo De Amicis (in Piazza della Vittoria), di Giacomo Giorgis: questo gruppo bronzeo, inaugurato il 15 maggio 1932, fu costruito in omaggio all'autore del romanzo Cuore, con il contributo di 10 centesimi da parte degli alunni di tutte le scuole d'Italia.
- Monumento ai Caduti della Prima guerra mondiale (da notare che sull'obelisco si trovava una statua in bronzo, poi requisita per esigenze militari e mai più rimpiazzata), su Viale Matteotti a Porto Maurizio.
- Monumento ai Caduti della Seconda guerra mondiale e della Resistenza, in bronzo e marmo (in Piazza della Vittoria).
- Monumento «Equilibri», davanti al Palazzo di Giustizia: scultura in acciaio che raffigura l'equilibrio tra i tre poteri legislativo, esecutivo e giudiziario; opera di Giovanni Sicuro detto Minto (2015).

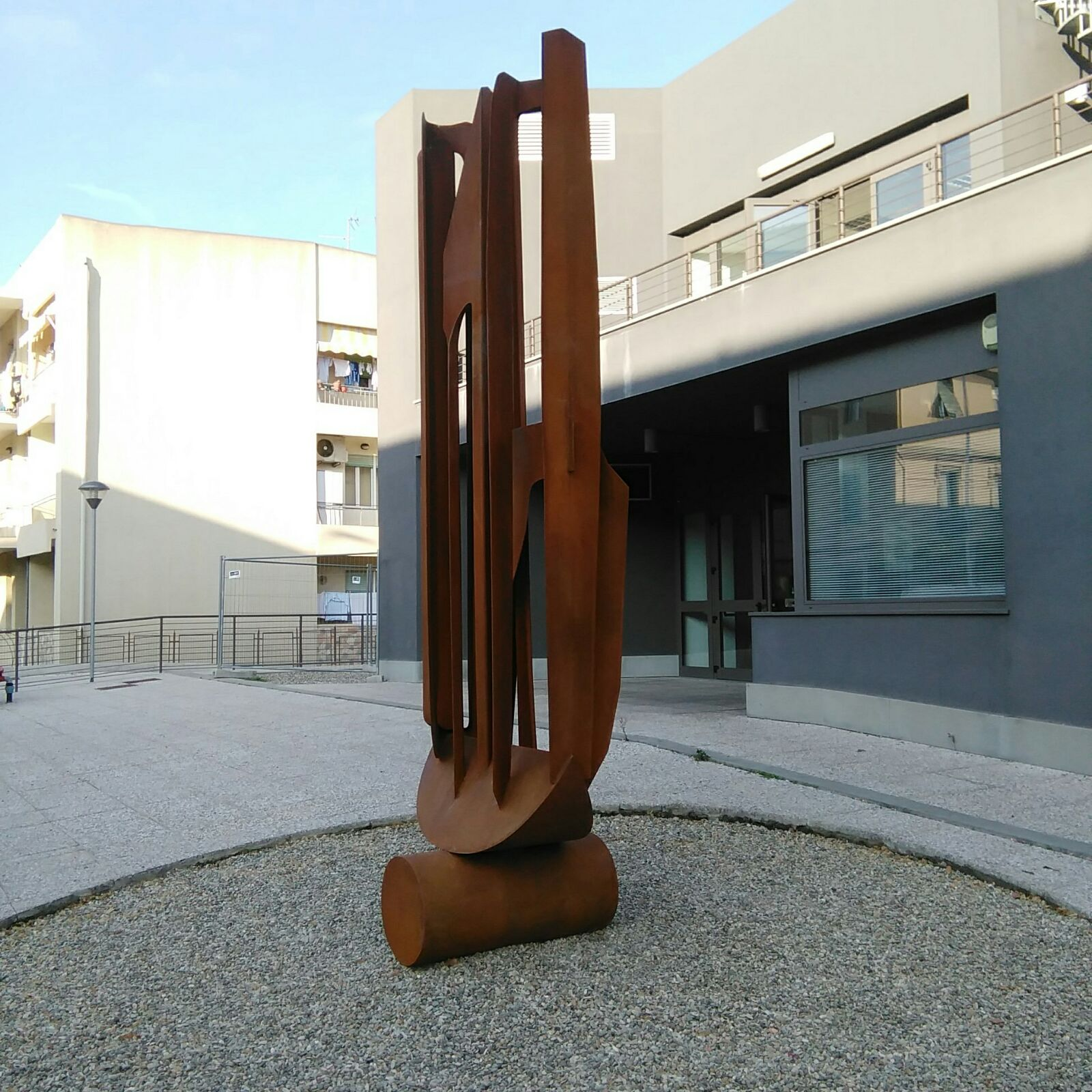
Monumento «Equilibri» (2015) di Giovanni Sicuro, detto «Minto».

## Società

### Evoluzione demografica
Abitanti censiti

### Etnie e minoranze straniere
Al 31 dicembre 2023 gli stranieri residenti nel comune erano 7051, ovvero il 16,6% della popolazione. Di seguito sono riportati i gruppi più consistenti:
- Turchia 1161
- Perù 955
- Tunisia 924
- Albania 883
- Romania 535
- Marocco 365
- Bangladesh 258
- Pakistan 205
- NIgeria 190
- Ucraina 150

### Tradizioni e folclore
Imperia è una città dal passato recente e dai due volti: vi si avverte infatti ancora una sorta di campanilismo che riguarda peraltro maggiormente gli abitanti più anziani. Questo è probabilmente dovuto alla diversa storia dei due rioni che, pur trovandosi così vicini, sono appartenuti per secoli ad entità statali differenti, essendo stata Oneglia, un'"enclave" sabauda in territorio genovese dal 1560 circa al 1815, fatto salvo il breve periodo dell'annessione della Repubblica Ligure al Primo Impero francese. Il processo di unificazione delle due città iniziò dopo l'unità d'Italia attraverso reciproci atti dei due comuni, realizzata definitivamente nel 1923. Le differenze superstiti nel terzo millennio, riguardano molti piccoli aspetti quotidiani, dal dialetto con lievi ma sensibilmente diversi accenti e termini, alle specialità gastronomiche (la pizza cucinata diversamente nei due rioni, la farinata - tipica focaccia di ceci - con diversi spessori e ricette), alla natura più residenziale e signorile di Porto rispetto a quella più industriale e popolare di Oneglia, fino ai tanti aneddoti irridenti l'uno e l'altro rione.
I cittadini dei due abitati principali sono anche chiamati Cacelótti e Ciântafùrche. In città si racconta che per le esecuzioni capitali, gestite "in comune" fra i borghi, il patibolo venisse regolarmente montato dagli Onegliesi (da qui il nome di ciântafùrche - "pianta forche"), mentre il boia, della famiglia dei Cacello, arrivava dalla vicina Porto Maurizio (gli scogli piatti destinati alle esecuzioni, in una zona a mare fra le due città, ora interrata, erano chiamati 'e Giustixe, le Giustizie). Inizialmente usati in tono dispregiativo, i due appellativi hanno col tempo perso questa accezione e sono tuttora comunemente utilizzati nel dialetto locale.
Nei due centri abitati principali che la compongono – Porto Maurizio e Oneglia – si trovano ancora i segni di un passato che ha visto le due località (e anche molte frazioni) indipendenti ed autonome: due palazzi civici, due chiese principali, due porti, due stazioni e addirittura tre santi patroni: pur rimanendo simbolicamente San Maurizio martire patrono di Porto Maurizio e San Giovanni Battista patrono di Oneglia (con le loro feste patronali in due periodi differenti dell'anno, senza contare i vari patroni delle altre frazioni), il patrono ufficiale del comune di Imperia è, dal 1991, san Leonardo da Porto Maurizio.

## Cultura
Dagli anni sessanta è attivo il Cineforum di Imperia, associazione cinematografica che annovera più di 800 soci.
Nel 1963 viene fondato dal Maestro Emilio Lepre il Coro Mongioje di Imperia, successivamente diretto da Guido Gorlero e dal 1977 dal M° Elio Guglieri.
Nella primavera del 2005 nasce il Coordinamento Provincia di Imperia del CICAP, il Comitato Italiano per il Controllo delle Affermazioni sul Paranormale fondato nel 1989 da Piero Angela. L'attività del gruppo si rivolge alla propria realtà locale, all'interno della quale si propone di divenire un punto di riferimento serio e credibile, sia per la popolazione che per i media locali (giornali, radio, tv, ecc.), nel pieno riconoscimento degli obiettivi del CICAP e in stretta collaborazione con il Cicap Liguria.
Dal 2006 viene organizzato il Video Festival Città di Imperia - Festival Internazionale d'Arte Cinematografica Digitale. Patrimonio Culturale Unesco per le edizioni 2010-2011-2012 nel suo decimo compleanno ha ricevuto la Medaglia di Rappresentanza del Presidente della Repubblica Italiana, nel 2019 si tenne la sua ultima edizione.
Nel 2009 nasce l'associazione culturale "Ludo Ergo Sum" che si propone di dare rilievo a tutti gli aspetti del gioco e del giocare.

### Istruzione

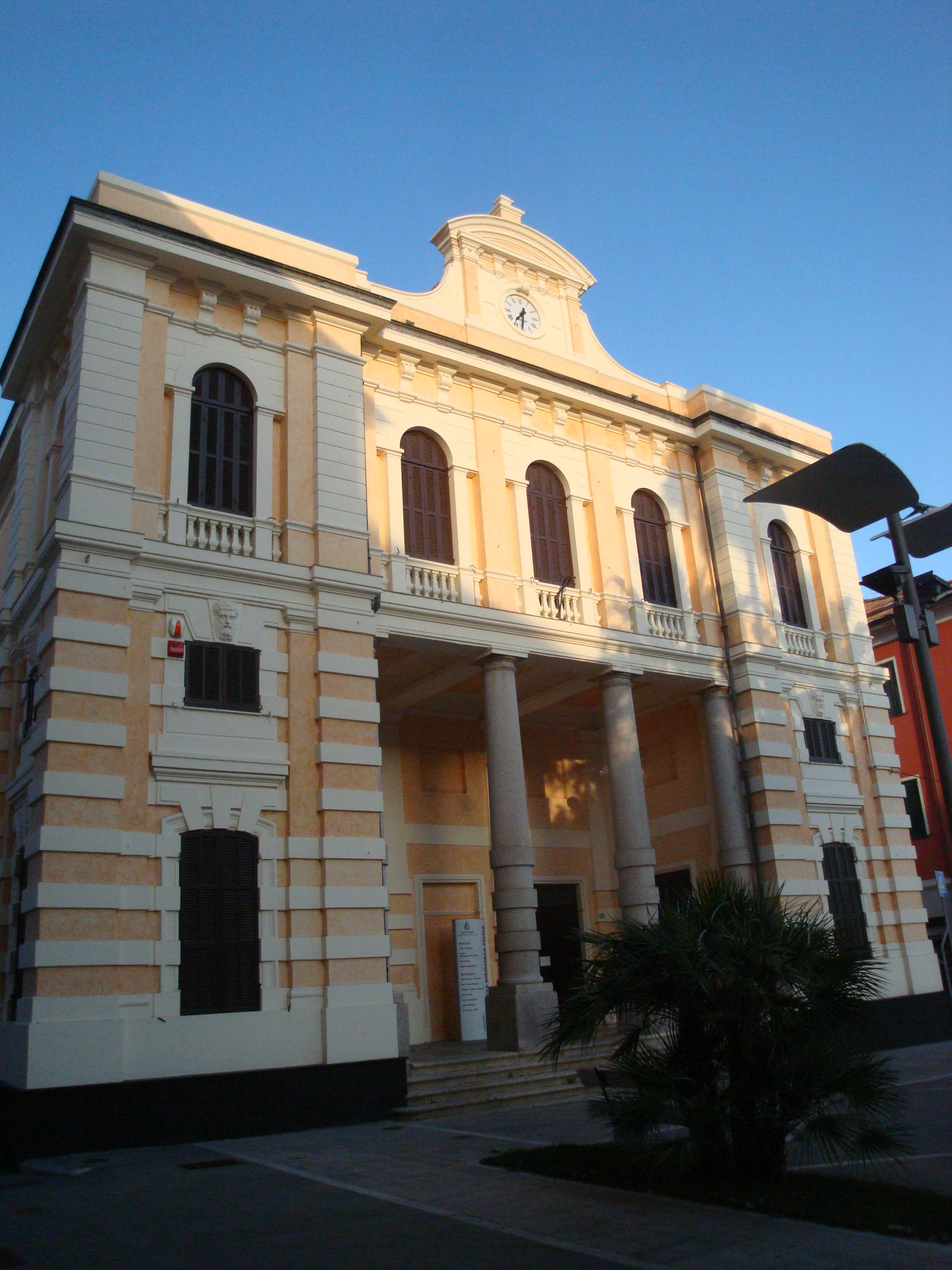
Biblioteca Civica "Leonardo Lagorio"

#### Biblioteche
- Biblioteca Civica "Leonardo Lagorio". Dal 2009 collocata nell'ex palazzo di giustizia a Oneglia.[23]
- Biblioteca del Polo Universitario di Imperia, il cui patrimonio librario supera i 67.000 volumi.[24]

#### Ricerca

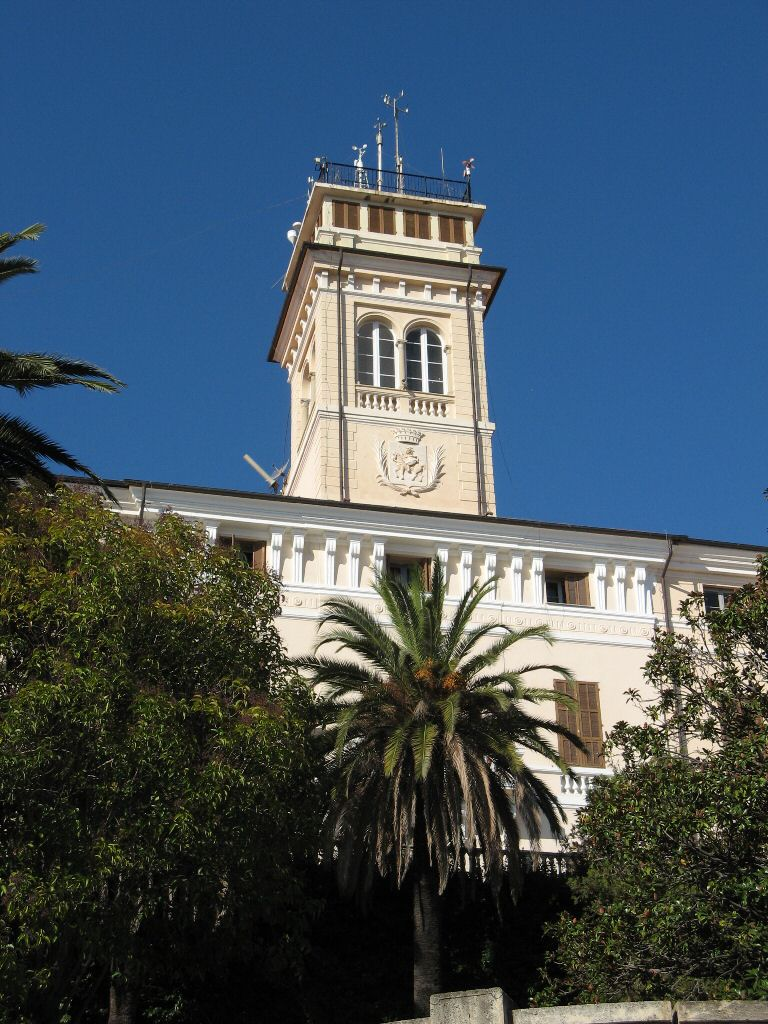
La torretta dell'Osservatorio Meteorologico

Ad Imperia è attivo, dal 1875, l'Osservatorio Meteorologico e Sismico, situato a Porto Maurizio nella torretta del palazzo della scuola primaria di piazza Roma (dove in precedenza sorgeva il convento dell'Annunziata), che fornisce con continuità dati relativi alle condizioni locali ed è inserito in varie reti di rilevazione scientifica. Nel 2023 entra a far parte delle stazioni storiche a livello mondiale, riconoscimento ottenuto dall' Organizzazione meteorologica mondiale

#### Università
- Polo Universitario di Imperia, affiliato all'Università degli Studi di Genova. Include le facoltà di giurisprudenza, scienze del turismo, economia, DAMS e Produzione e Traduzione Audiovisiva per le Arti e lo Spettacolo (ProTAvAS).[26]

#### Musei

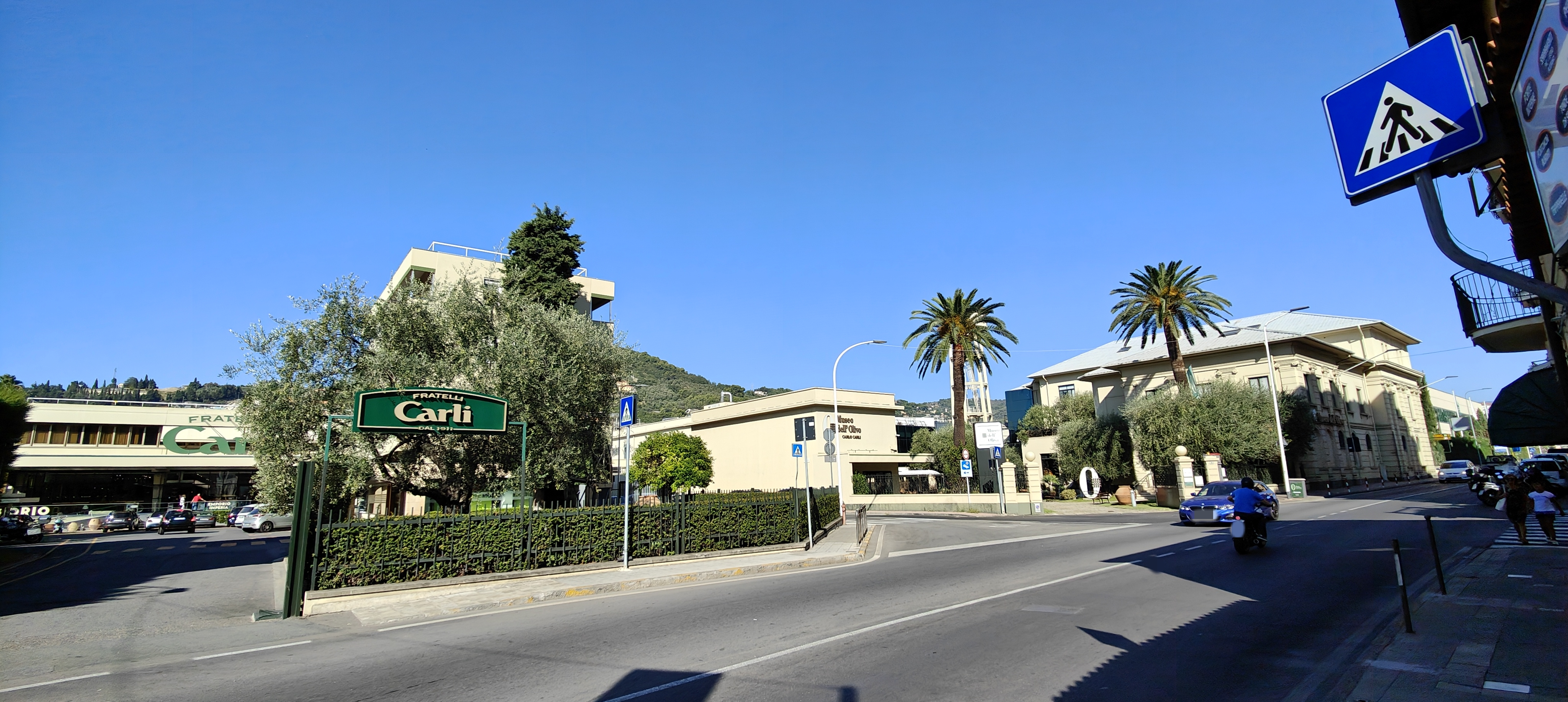
Emporio Carli (a sinistra) e museo (a destra)

- Museo Navale Internazionale del Ponente Ligure, ospitato negli storici magazzini commerciali di Porto Maurizio, completamente ristrutturati[27].
- Museo Centrale dell'Istituto Storico della Resistenza, in via Cascione a Porto Maurizio[28].
- Museo del presepe e pinacoteca civica di Imperia, in piazza Duomo a Porto Maurizio.
- Museo dell'Olivo "Carlo Carli" presso lo stabilimento Fratelli Carli in via Garessio ad Oneglia[29].
- Museo delle confraternite, presso la confraternita della Santissima Trinità, al Monte Calvario[30].
- M.A.C.I. Museo d'Arte Contemporanea di Imperia, Villa Faravelli, Viale Giacomo Matteotti, 151
- Museo della Comunicazione Voci nell'Etere, presso la frazione di Oliveto, in Salita Garzini, 5[31].
- Museo del Clown, all'interno di Villa Grock, in Via Fanny Roncati Carli[32]

### Media

#### Televisione
- Imperia TV, emittente che ha trasmesso nelle province di Imperia e di Savona dal 1986 al 2020.[33]
- Un manifesto turistico che reclamizza la città di Imperia ("Imperia - Italy - land of your dreams") compare sulla parete dell'appartamento di Lew Bookman (Ed Wynn) nell'episodio Un discorso per gli angeli (One for the Angels, 1959) della celebre serie tv Ai confini della realtà. Lo stesso identico manifesto compare nel film Non mangiate le margherite del 1960[34].
- Ad Imperia è ambientata la miniserie televisiva Un giorno fortunato, con Fabio Fazio che interpreta un psicologo che lavora all'USL cittadina.[35]
- Imperia viene citata nella miniserie televisiva Anni '60 dal personaggio interpretato da Ezio Greggio: "Le sto preparando l'offensiva che, guardi, lo sbarco in Normandia a confronto era una crociera ad Imperia".

#### Radio
- Radio Cittadina Imperia, web radio senza scopo di lucro nata nel marzo 2020 su iniziativa di alcuni ragazzi imperiesi . operante sul territorio del comune di Imperia. È inoltre presente su vari social network: Instagram, Facebook, Twitter, Tumblr e su YouTube.

### Cinema
- Il bacino portuale di Porto Maurizio è stato luogo di alcune scene del film Una vita lunga un giorno.
- In una scena del film Viaggi di nozze del 1995, si può leggere "Imperia" come luogo di nascita sulla lapide della prima e defunta moglie del personaggio, interpretato da Carlo Verdone[34].
- Nella scena finale del film Sleepers del 1996, sul tavolo dove stanno cenando i protagonisti, si può vedere una bottiglia di vino della storica enoteca imperiese Lupi[34].
- Il porto di Oneglia è stato luogo di alcune riprese del film The Bourne Identity con Matt Damon nel 2001.
- Altre zone di Imperia, tra cui il vecchio tribunale, sono state luogo di riprese dei film Capitan Basilico e Capitan Basilico 2 della band genovese Buio Pesto nel 2007 e nel 2010.
- Villa Grock è stata luogo delle scene finali del film Umbrella Sky

### Teatri
- Teatro Cavour, inaugurato il 23 dicembre del 1871.[36]
- Lo Spazio Vuoto, inaugurato nell'ottobre del 2009.[37]

### Musica
- Banda Musicale "Riviera dei Fiori-Città di Imperia", fondata nel 1862 come complesso bandistico dell'allora comune di Porto Maurizio.[38]
- Jazz Ambassadors Big Band E. Lepre, fondata nel 1979 dal M° pianista Emilio Lepre che con un gruppo di musicisti diede vita alla più longeva Jazz Band italiana e che nel corso degli anni ha ospitato artisti di caratura internazionale e numerose apparizioni televisive. La Band ha lo scopo di promuovere la cultura musicale con particolare riferimento alla musica jazz.
- Il Coro Mongioje, coro virile fondato nel 1963 dal M° pianista Emilio Lepre, che ne fu il primo Direttore Artistico (a cui succedette il M° Guido Gorlero), nato come coro di montagna e col tempo, alla fine degli anni '70, grazie all'arrivo del M° Elio Guglieri, ampliò a pock a poco il suo orizzonte musicale fino ad abbracciare oggi un repertorio che tocca praticamente tutti gli i generi di musica: sacra e profana; antica, tradizionale, contemporanea e moderna; colta, popolare, etnica e jazzistica, il tutto eseguito rigorosamente a cappella. L'attività di costante ricerca musicale del coro prosegue oggi grazie al M° Ezio Vergoli, che nel 2012 ha ereditato dal M° Guglieri la Direzione Artística.
- Il rapper italiano Inoki passò parte della sua adolescenza a Imperia, dove mosse i primi passi come writer con lo Pseudonimo di Enok. Alla città è dedicata la canzone “Vecchio Quartiere”, il cui video della rielaborazione in chiave jazz del 2025 è proprio girato a Porto Maurizio.

### Cucina
- Spaghetti (fidelén), prodotti artigianalmente in città fino dai secoli passati. La produzione è poi divenuta industriale dal 1824 con lo stabilimento della Pasta Agnesi (chiuso nel 2016), che fu uno dei primi pastifici italiani.
- Pizza all'Andrea, tipica focaccia onegliese coperta di salsa di pomodoro, con olive ed acciughe sotto sale. L'antico nome di piscialandréa legato al principale ingrediente (il pesce, in questo caso l'acciuga) si è modificato nel più moderno, che richiama Andrea Doria, l'illustre personaggio storico nato ad Oneglia. Ha sicuramente origini provenzali[39] ed il suo condimento a base di pesce (detto anche machéttu) potrebbe risale addirittura al garum romano.[40] Da notare che a Porto Maurizio la stessa "pizza" è molto più alta ed è fatta con pomodoro a pezzi, a testimonianza delle diverse tradizioni dei due centri, pur con una distanza tanto ridotta. Altre varianti del ponente ligure sono la sardenàira di Sanremo e la pisciadèla di Ventimiglia, i cui nomi rivelano anch'essi come il condimento fondamentale fosse sempre il pesce.
- Stroscia di Pietrabruna (dal dialetto ligure stroscià: rompere, spezzare), focaccia dolce secca composta di farina, zucchero, olio di olive taggiasche della provincia di Imperia e vermouth o marsala, che non va tagliata, ma spezzata con le mani; da qui il nome della torta.
- Farinata (fařinà), bassa torta salata di farina di ceci ed olio d'oliva, particolarmente saporita perché condita con cipollotto, che nella cottura al forno risulta dorato e croccante (anche qui, ogni rione ha le sue particolarità). L'origine della farinata si fa risalire ai tempi delle repubbliche marinare, quando i genovesi per caso, affamati, decisero abbrustolire una pappa di farina di ceci su uno scudo, usato come teglia e darla ai pisani tenuti in prigionia sulle navi. Le grandi teglie basse e rotonde usate oggi (dette tèsti in dialetto) ne ricordano appunto la forma.
- Condiglione (cundiùn), insalata estiva a base di pomodori freschi, olive, olio d'oliva e basilico fresco, molto simile alla salade niçoise di Nizza.
- Fantén, un dolce di pasta dura spianata a forma di galletto, piantato su un bastoncino, che si regalava ai bambini in occasione di feste religiose.
- Pesto (pìstu), come in tutto il resto della Liguria questo condimento per la pasta, a base di basilico, olio di oliva, parmigiano o pecorino (da notare che il formaggio non è sempre presente nella preparazione in queste zone tradizionalmente povere), aglio e pinoli.

### Eventi
- Vele d'Epoca, raduno internazionale di barche d'epoca a vela. L'evento si svolge nel primo weekend di settembre.[41] Nel 2024 ha raggiunto la sua 25ª edizione.
- Festa di San Giovanni, fiera annuale dedicata al patrono di Oneglia, si svolge nella seconda metà del mese di giugno, nel 2025 ha raggiunto la sua 45ª edizione.
- Motoryacht d'Epoca, raduno biennale (alternato alle Vele d'Epoca) internazionale di motoryacht d'epoca. L'evento termina definitivamente con l'edizione dell'anno 2009.
- Fiera del Libro, o Festival della Cultura Mediterranea, mostra-mercato per le vie del centro di Porto Maurizio. È all'inizio del mese di giugno e si svolge annualmente. Nel 2025 è arrivata alla 24ª edizione[42]
- Sol & Vento, Manifestazione dedicata al mondo dell'aquilonismo, si svolge nel primo o secondo weekend di aprile. Nel 2025 ha raggiunto la sua 24ª Edizione
- Festival Grock, si tenne annualmente in memoria del famoso clown svizzero. Nel 2016 si tenne la 12ª ed ultima edizione nell'Imperiese, dato che l'ultimissima edizione fu svolta a Sori.[43]
- Video Festival Imperia (organizzato dall'Associazione OffiCine Digitali) si tenne annualmente, Nel 2019 ci fu la 14ª edizione.
- Olioliva, fiera annuale dell'olio e dei prodotti gastronomici liguri. Nel 2024 è arrivata alla 24ª edizione.
- Torneo internazionale di scacchi, annuale consecutivamente dal 1958, probabilmente il secondo torneo più vecchio al mondo[44]. Nel 2025 ha raggiunto la sua 67ª edizione.
- Notte Bianca, detta Notte di Bollicine, intorno al 23 agosto. Nel 2024 è giunta alla 18ª edizione.
- Ludomundialito, torneo itinerante di giochi da tavolo della durata di sei tappe che si svolgeva una per mese da gennaio a giugno. Nel 2015 ci fu la 5ª edizione.[45]
- Corsa al Monte Faudo, si svolge annualmente dal 1968 e parte dal territorio del comune di Imperia, in piano, fino a raggiungere la vetta del Monte Faudo a 1149 metri di altezza, in un percorso di 24 chilometri[46]

## Geografia antropica

### Urbanistica
Anche nel terzo millennio è visivamente evidente come la città sia stata creata dalla fusione di due città preesistenti: fra i due centri storici c'è una zona verde di un paio di km rimasta poco abitata, dove sono stati costruiti i due imponenti palazzi pubblici del Comune e delle Poste al momento della creazione di Imperia, proprio per accentuarne l'avvenuta unione. Oltre ad alcune ville d'epoca con relativo parco, in quella zona si sono formati negli anni sessanta un paio di quartieri residenziali, uno sulla collina intorno al nuovo ospedale e l'altro (Borgo San Moro) nell'area incolta sul mare alla destra del torrente Impero.
Anche la zona a mare fra Porto Maurizio ed Oneglia non aveva una destinazione specifica, a causa dei vari progetti di porto commerciale che negli anni sono stati discussi e mai attuati e di successivi interramenti che hanno creato una zona pianeggiante ma non sfruttata. Solo in questi anni sta prendendo forma un progetto organico di porto turistico e di sistemazione della zona di mare adiacente (con una passeggiata, una pista ciclabile ed un parco sul nuovo frangiflutti).
La grande espansione urbana avvenuta nel dopoguerra si è invece maggiormente concentrata nelle aree intorno ai due centri storici verso le relative frazioni, le più vicine delle quali sono state in pratica assorbite da un unico tessuto urbano di abitazioni e servizi.
Pur non esistendo un vero e proprio centro industriale (le poche industrie esistenti nel 2015 sorgono nel centro di Oneglia), il Piano Regolatore ha destinato a questo tipo di sviluppo la zona del fondovalle del torrente Impero, dove sono infatti sorti la maggior parte dei centri commerciali e dei nuovi capannoni industriali degli ultimi anni.
Dopo gli anni settanta molte case e ville sono state costruite nelle colline intorno alla città, in zone panoramiche prima completamente deserte ed ora punteggiate di abitazioni e di nuove strade, spesso impervie.

#### Tessuto urbano di Oneglia

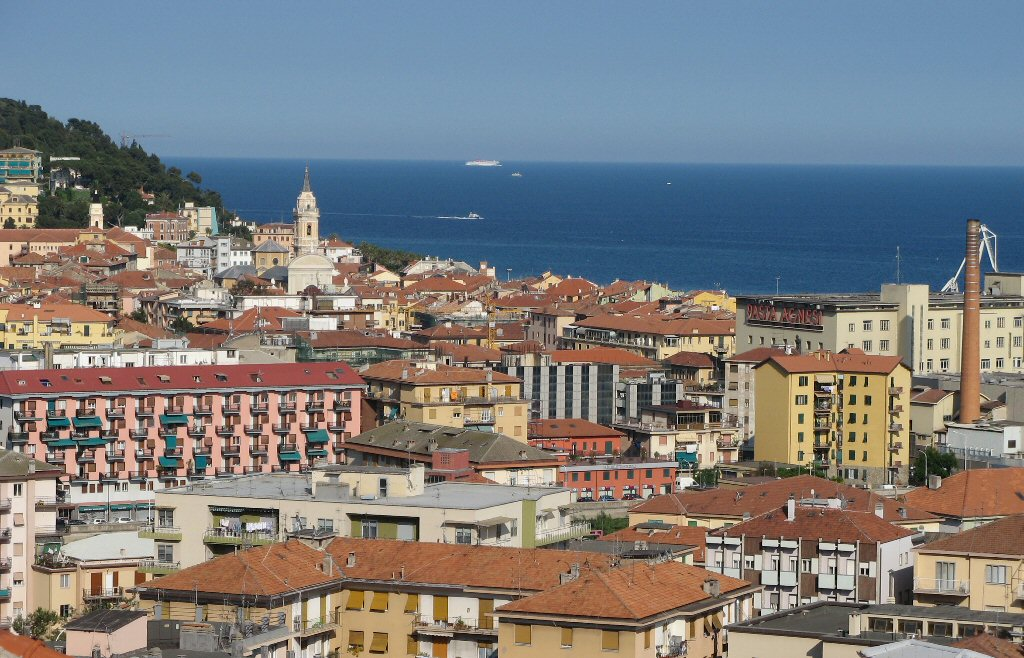
Vista di Imperia (rione di Oneglia)

Situata su una piccola pianura alluvionale alla foce del torrente Impero, è caratterizzata da una struttura a croci di strade per quanto riguarda il centro storico di origine medievale (quello alle spalle del porto), mentre nella parte ottocentesca (Piazza Dante e Via Bonfante, rispettivamente piazza e strada principale) si manifesta una struttura prevalentemente concentrico-radiale, dettata da una serie di vie che si dipartono dalla piazza principale e da un'altra sequenza di boulevard che crea una cintura attorno al centro cittadino, delimitandolo fortemente. Caratteristici di questa recente parte di Oneglia sono i portici, di ispirazione tipicamente piemontese.
Contrariamente a Porto Maurizio, la città di Oneglia ha più una forte unità territoriale: non esistono "rioni" o "borgate" con tradizioni ed identità proprie.

#### Tessuto urbano di Porto Maurizio

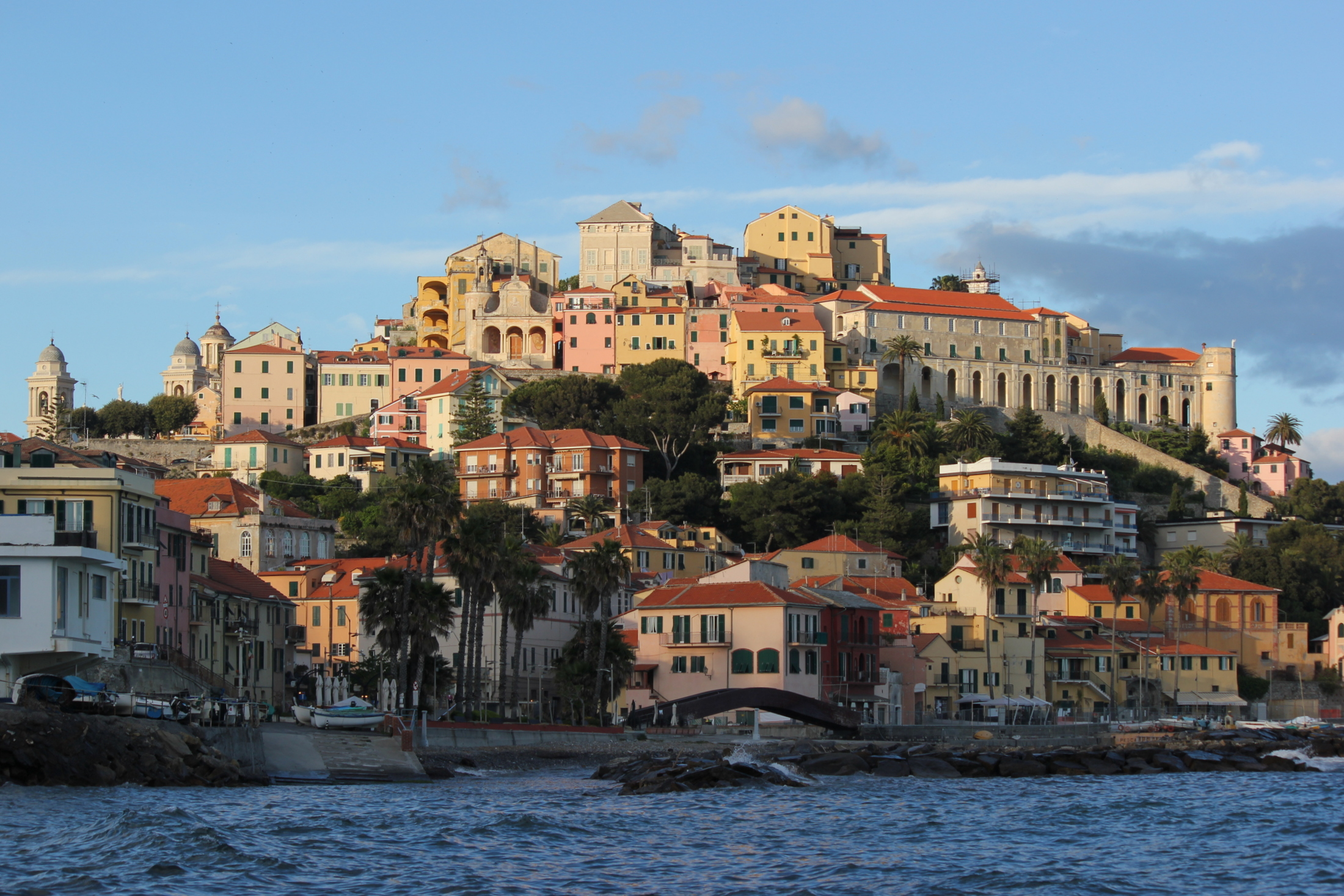
Vista di Imperia (rione di Porto Maurizio)

Il centro storico medievale (il Parrasio, più comunemente chiamato "Parasio") è arroccato su un promontorio prospiciente il mare e in esso si conservano edifici di importante valore monumentale. Qui, a differenza del centro storico di Oneglia, la rivoluzione industriale e l'edilizia moderna non hanno potuto intaccare l'abitato preesistente proprio per la morfologia del territorio.
Demolita all'inizio dell'Ottocento la chiesa parrocchiale alla sommità del nucleo antico (il campanile si vede ancora in stampe d'epoca, ora rimane solo una piazzetta nello stesso spazio occupato dall'antica chiesa), si provvide alla ricostruzione di una città che doveva manifestare a dovere il suo rango.
La nuova piazza principale (Piazza del Duomo), al margine del centro storico, vide fronteggiarsi il Duomo ed il Municipio di Porto Maurizio. Ospita anche il palazzo della Questura (precedentemente adibito a caserma). È collegata alla nuova strada principale (poi Via Felice Cascione) tramite una croce di strade (nota appunto come "la Crociera").
Questa parte di Imperia, a differenza di Oneglia, ricalca le tipiche caratteristiche urbanistiche genovesi e mantiene ancora divisioni fra i borghi risalenti alle tradizioni medievali (Parasio, Fondura, Marina, Foce...), ben differenziati e con identità proprie.

### Frazioni
Imperia è circondata da diverse frazioni, alcune delle quali fanno ormai parte del tessuto urbano cittadino. Tutte basavano principalmente la loro economia sulla coltivazione dell'olivo.
Per motivi storici, si possono tuttora ritenere "satelliti" dei due rioni principali, piuttosto che del moderno Comune di Imperia. Nell'elenco si riportano anche i nomi dialettali:

#### Frazioni di Porto Maurizio

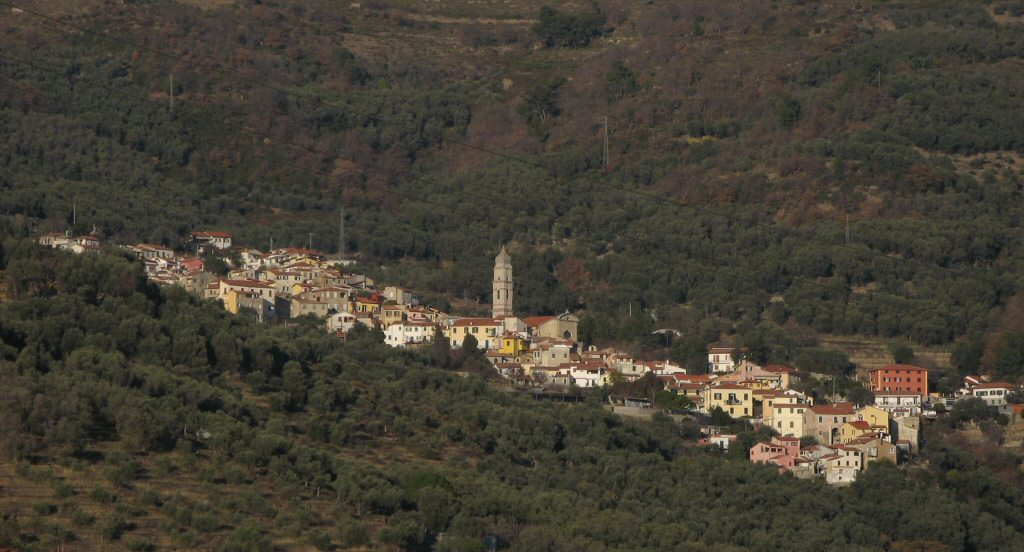
Montegrazie

- Montegrazie (Muntegròssu), nel cui territorio si trova il santuario romanico di Nostra Signora delle Grazie che fu costruito nel 1450 in pietra colombina. Secondo una leggenda fu costruito dove la vergine miracolò una sordomuta. Il suo campanile è basato su una torre di avvistamento contro i pirati saraceni, in seguito rialzata. All'interno, suddiviso in tre navate, le pareti sono quasi interamente decorate da affreschi del 1483, ad opera dei Fratelli Tommaso e Matteo Biazaci da Busca e da Pietro Guidi da Ranzo. Da osservare anche la Chiesa parrocchiale della SS. Annunziata, che alla destra dell'altare maggiore conserva il polittico con baldacchini e fondo dorato di Carlo Braccesco del 1478 e sulla sinistra la statua in marmo della "Madonna delle Grazie" (originariamente collocata presso la fontana del Santuario e in seguito trasferita dentro la chiesa parrocchiale);
- Moltedo (Muřtéu), nella cui chiesa parrocchiale sono conservati, due opere barocche: la Sacra Famiglia, opera del pittore fiammingo Jan Roos, originariamente attribuita ad Antoon van Dyck e il Sant'Isidoro di Gregorio De Ferrari. È la frazione più distante dal mare e da Porto Maurizio (circa 9 km), in fondo ad una piccola valle;
- Artallo (Ařtàllu), sul pendio che chiude la valletta del rio omonimo, appena dietro Porto Maurizio. Da notare anche la piccola cappella seicentesca di S.Benedetto fuori dall'abitato, in posizione panoramica su Porto;
- Poggi (I Pœxi), anticamente divisa in Poggio Soprano e Poggio Lantero (ciò ne spiega il nome plurale) in posizione panoramica sul crinale più ad ovest del comune;
- Caramagna (Cařamàgna), nei pressi del torrente omonimo, ulteriormente divisa nei tre borghi: Caramagna Soprana, Caramagna Baccàn e Caramagnetta. Prende il nome dal paese di Caramagna Piemonte, perché nel Medioevo una congregazione di monache di Caramagna Piemonte ottenne questa zona come feudo, e la chiamò col nome del loro paese d'origine;
- Cantalupo (Cantalüvu), con il vicino borgo di Ricci (i Rìssi), dal nome del gruppo familiare che lo abitava;
- Massabovi (Massabòvi), dal nome del gruppo familiare che lo abitava (i Massabò);
- Piani (I Ciài), ulteriormente divisa nei quattro borghi Piani, Corradi, Carli e Aicardi (questi ultimi dal nome del gruppo familiare là predominante). Da notare il santuario della Madonna Assunta (con interno barocco, su precedente base romanica ancora visibile negli esterni);
- Clavi (I Clàvi), piccolo gruppo di case con un ponte medievale a sella d'asino a due arcate (il cosiddetto Ponte Romano, ora chiamato di "San Martino", dal nome dell'oratorio adiacente) sul torrente Prino, verso il comune di Dolcedo;
- Torrazza (Tuřàssa), così chiamata perché dominata da un'antica torre circolare, per l'avvistamento dei pirati saraceni. Nel medioevo era particolarmente importante, tanto da essere sede del Terziere di S.Giorgio, una delle tre parti in cui era diviso il comune (o Capitaneato) di Porto Maurizio. Prima di salire al paese, è da vedere il santuario romanico di S.Giorgio che diede il nome all'omonimo Terziere medievale.

#### Frazioni di Oneglia

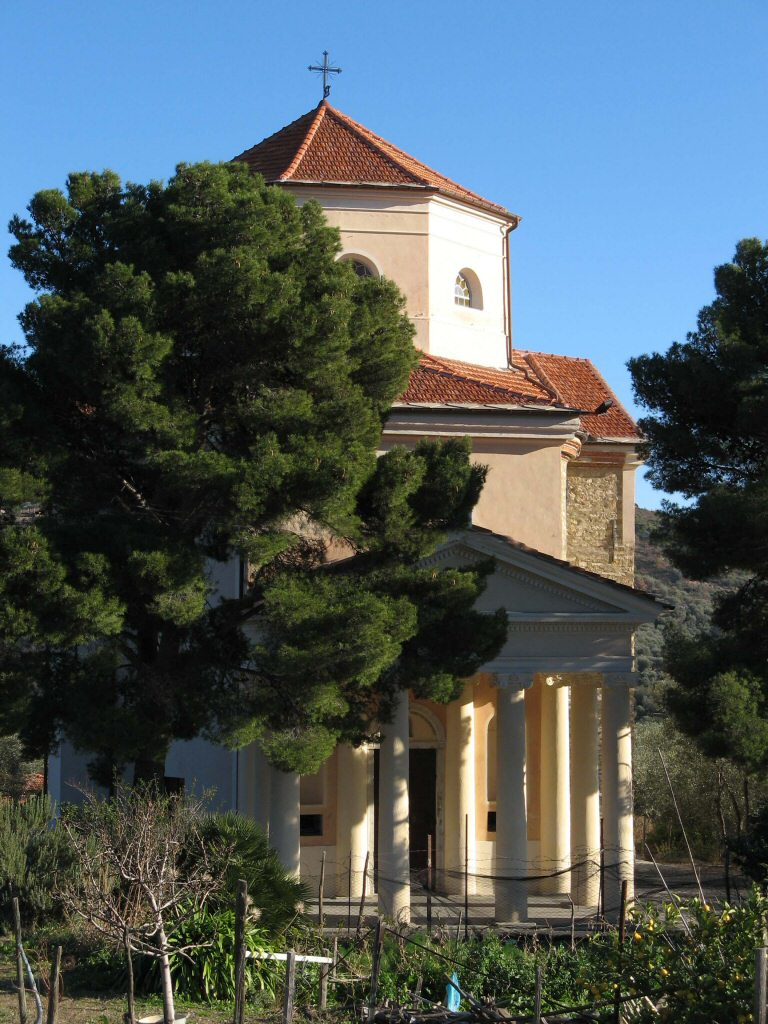
Il santuario ottagonale della Madonna del Carmine, presso Costa d'Oneglia

- Castelvecchio (Casteluvéggiu), ormai contigua a Oneglia, è il primitivo insediamento sul colle, alto sul torrente Impero, dal quale nacque Oneglia (che era chiamato Castrum Uneliae). Esistono tuttora resti del castello da cui prende il nome, vicino al santuario di Santa Maria Maggiore (il cui campanile non è altro che l'antica torre del castello);
- Sant'Agata (Sant'Agā), in alto sulla riva destra del torrente Impero. Molto visitato il presepio che ogni anno viene allestito lì;
- Barcheto (Bařchéu), più sotto, quasi sull'alveo dello stesso torrente. Il nome fa pensare ad un possibile antico traghetto del corso d'acqua, istituito proprio in quel punto;
- Borgo d'Oneglia (Bùřgu d'Inéja), sempre sulla riva destra dell'Impero, ma più nell'entroterra;
- Costa d'Oneglia (Cùsta d'Inéja), nascosto fra gli ulivi provenendo da Oneglia, ma in posizione elevata sulla riva sinistra dell'Impero, proprio di fronte a Borgo d'Oneglia. Appena fuori dal borgo, in posizione panoramica (è visibile dallo svincolo autostradale di Imperia Est dell'A10), il santuario di Nostra Signora del Carmine;
- Oliveto (Uřivéu), piccolo borgo nella valletta che porta a Costa d'Oneglia.

## Economia
L'economia imperiese, per tradizione, è stata perlopiù caratterizzata da una vocazione industriale. L'industria si è avvalsa della produzione agricola locale.

### Agricoltura
La principale produzione del territorio comunale, come dell'intera provincia, è quella legata alla lavorazione dell'oliva taggiasca, con i suoi prodotti, in particolare l'olio extravergine di oliva.

### Industria
La coltura dell'olivo taggiasco ha portato storicamente alla presenza di diverse aziende olearie, in maggioranza site in Oneglia, che ne lavoravano ed esportavano i prodotti a livello industriale, oggi quasi tutte scomparse, con la rilevante eccezione dell’azienda dei Fratelli Carli. Quest’ultima, fondata nel 1911, è attualmente, grazie ad un’accorta politica di produzione e di distribuzione, in costante espansione.
Del tutto opposto il destino dell’altra produzione significativa della città: quella della pasta Agnesi, il più antico marchio di produttori di pasta tra quelli ancora esistenti. Il pastificio fu fondato nella prima metà dell’800 nell'entroterra; venne poi aperto un mulino nei pressi del porto di Oneglia, divenuto poi sede centrale nel 1888. La produzione è cessata, dopo un lungo declino, il 13 dicembre 2016 per trasferimento a Fossano (Cuneo).

### Turismo
Dalla fine del Novecento la città ha indirizzato significative energie verso il turismo. In tale ottica è stato approvato e realizzato il progetto del porto turistico.
La località ha ottenuto dalla FEE-Italia (Foundation for Environmental Education) il conferimento della Bandiera Blu per la qualità dei servizi del porto turistico ("Marina di San Lorenzo") nel 2014, lo stesso riconoscimento è stato conferito dal 2019 in poi, in merito alla qualità del mare.

## Infrastrutture e trasporti

### Strade
Anticamente esisteva una via romana (via Julia Augusta) che percorreva la riviera ligure parallelamente al mare, da Genova verso la Gallia (poi Francia), a cui si aggiunse nel medioevo la Via Marenca, che saliva verso l'interno, scavalcando le Alpi e procedendo verso il Piemonte.
Gran parte degli spostamenti e del commercio, comunque, si svolgevano via mare.
Le vie di comunicazione sono:
- l'autostrada A10 (Autostrada dei Fiori) che dal confine francese si unisce a Genova al resto della rete autostradale italiana;
- la strada provinciale (già strada statale) 1 Aurelia, che passa lungo la costa seguendo approssimativamente il tracciato dell'antica via romana omonima;
- la strada statale 28 verso Torino;

### Ferrovie e tranvie

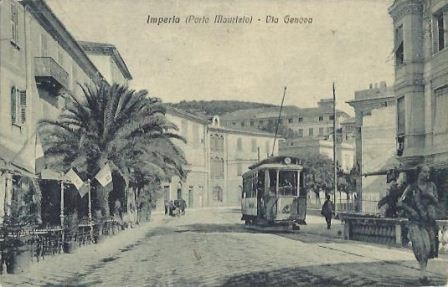
Porto Maurizio in una cartolina classica d'epoca con il tram

La città è servita dalla linea ferroviaria Genova-Ventimiglia. Storicamente, la città è stata servita dalle due stazioni ferroviarie separate di Imperia Oneglia e di Imperia Porto Maurizio, entrambe sostituite in conseguenza del raddoppio e spostamento a monte della ferrovia, con l'inaugurazione avvenuta il 12 dicembre 2016 della nuova stazione unificata di Imperia, posta in zona intermedia e decentrata rispetto al centro urbano.
Fra il 1893 e il 1895 le preesistenti città di Oneglia e Porto Maurizio erano collegate tramite una tranvia a cavalli. Nel 1926 fu inaugurata sul medesimo tracciato una tranvia elettrica urbana gestita dalla Società Tranvie Elettriche Provincia di Imperia (STEPI), che rimase in esercizio fino al 1947.

### Mobilità urbana
Il trasporto pubblico è svolto con autoservizi svolti dalla Riviera Trasporti.

### Porto

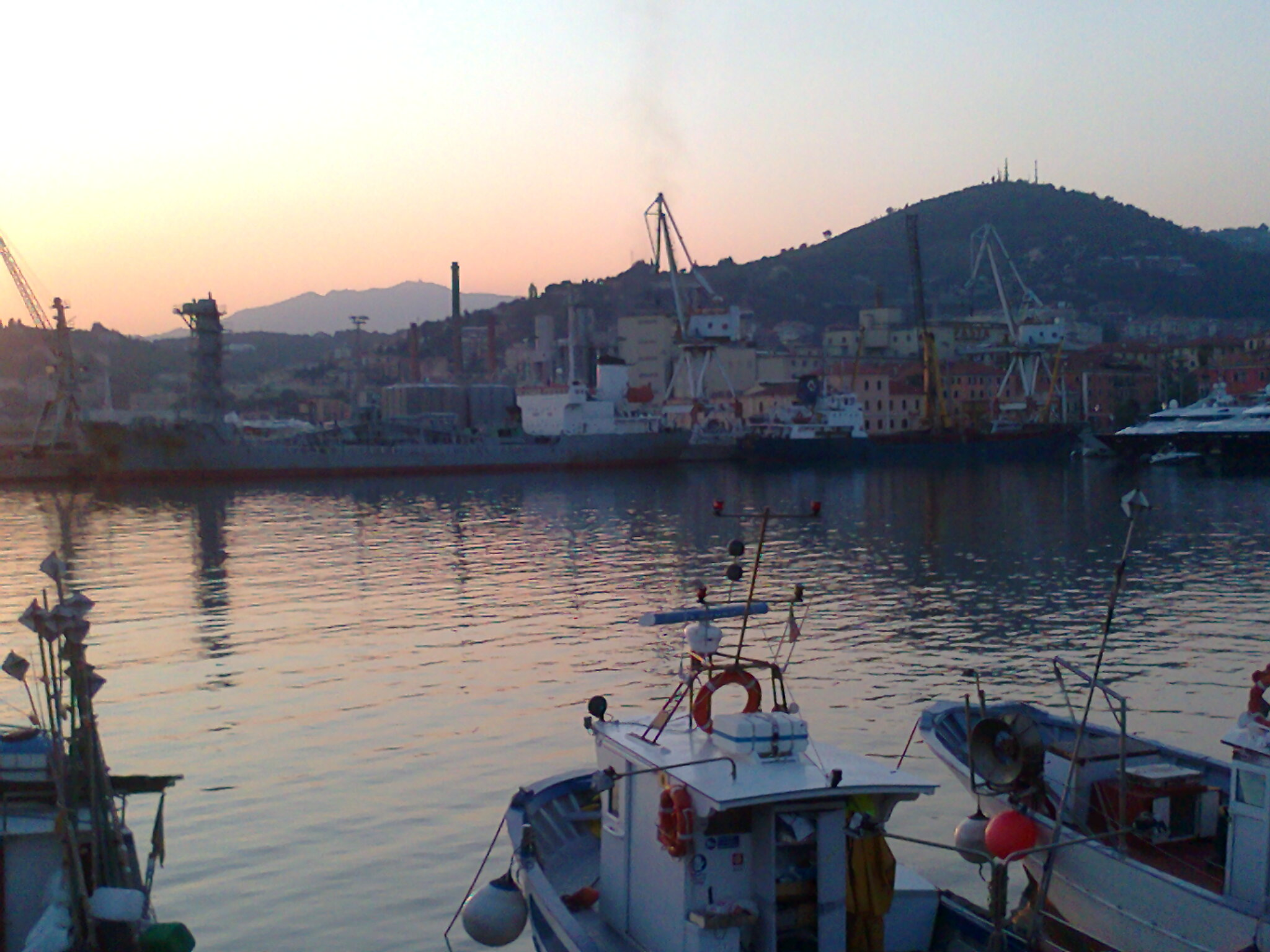
Porto di Imperia Oneglia

La città è dotata di 2 aree portuali:
- a Porto Maurizio sorge un porto turistico che, specie nella stagione estiva, agisce da fulcro per il turismo marino, importante risorsa economica della città
- il porto di Oneglia, invece, ospita principalmente pescherecci e navi mercantili[53]

Il porto commerciale di Imperia (Oneglia) in passato ferveva di traffici mercantili (commercio dell'olio e della pasta, del legname e, per un certo periodo, anche componenti per la FIAT ed autovetture finite, che venivano imbarcate per il sud Italia). Ospita un'asta del pesce ed una flotta locale di pescherecci medio-piccoli.
Alla città è stata conferita nel 2006 la Bandiera Blu per la qualità dei servizi del porto turistico (Imperia Mare). È sede dei raduni annuali internazionali di Vele d'Epoca, che vedono centinaia di yacht, grandi e piccoli, riunirsi nel porto.
Sempre nell'ambito dei raduni navali ad Imperia si svolse il raduno di motoryacht d'epoca, che si tenne ogni due anni (alternandosi alle vele d'epoca) in calata Cuneo, nel porto di Oneglia.
Il fronte mare di Imperia sta cambiando aspetto con il progetto di un nuovo porto: il Porto di Imperia, con 1293 posti barca ed un'ampia serie di servizi ed esercizi commerciali a terra. Sta sorgendo tra Porto Maurizio e Oneglia, ma le opere più consistenti saranno nella zona di Porto Maurizio, dove già è collocato il porto turistico che verrà completamente integrato nel nuovo porto molto più grande andando così a costituire un unico porto tra i più grandi del mediterraneo.
I lavori per il nuovo porto hanno preso il via con la posa della prima pietra a marzo del 2006. Nel 2009 sono state completate le prime opere, mentre per vederlo terminato totalmente bisognerà attendere fine 2025.
I lavori consistono sia nella riqualificazione di aree che precedentemente ospitavano insediamenti industriali, sia nella costruzione di nuovi moli in aree precedentemente occupate dal mare e che sono state interrate nel secondo dopoguerra.

### Piste ciclabili
Il territorio comunale di Imperia è attraversato dalla ciclovia "Riviera dei Fiori", lunga 32 km, che da ovest verso est collega i vari comuni costieri di Ospedaletti, Sanremo, Taggia, Riva Ligure, Santo Stefano al Mare, Cipressa, Costarainera, San Lorenzo al Mare e Imperia lungo il vecchio tracciato della ferrovia Genova-Ventimiglia.

## Amministrazione
Imperia, nonostante le ridotte dimensioni, è sempre stata una città dalla vivace scena politica e culturale. La città esprime preferenze elettorali in larga parte centriste ed è stata spesso laboratorio di fenomeni politici poi passati su un piano nazionale.
A Porto Maurizio hanno avuto luogo scioperi e manifestazioni durante il biennio rosso e la città ha dato i natali a molti combattenti partigiani, tra cui Felice Cascione, detto U Megu (il medico), autore dell'inno Fischia il vento; più avanti le scuole cittadine non sono state immuni al fenomeno dei movimenti studenteschi.
Dal 1999 al 2013 le preferenze elettorali della città sono orientate principalmente verso il centro-destra risultandone una roccaforte in Liguria, fino alle elezioni comunali del 2013, vinte da una maggioranza di centro-sinistra.
Nel 2018 è stato nuovamente eletto sindaco Claudio Scajola, poi riconfermato nel 2023.

### Gemellaggi
Imperia è gemellata con:
- Newport, dal 1978[58];
- Rosario, dal 1987[59];
- Friedrichshafen, dal 2014[60].
- Megève, dal 2021[61].
- Menfi, dal 2025[62].

## Sport

### Calcio
- A.S.D. Imperia, neopromossa in Serie D.

### Pallanuoto
La squadra di pallanuoto è la Rari Nantes Imperia, che ha vinto uno scudetto, due Coppe LEN e una Supercoppa LEN con la squadra femminile.

### Atletica
La società di atletica A.S.D. Maurina, nel 2007 ha compiuto 100 anni di attività..

### Pallapugno
La squadra di pallapugno è la G.S. San Leonardo.

### Pallamano
La U.S.D. San Camillo è la società di pallamano.

### Rugby
L'Imperia Rugby è la squadra di rugby, nel 2025 ha compiuto 50 anni di attività.

### Ciclismo
Imperia negli anni è stata città di arrivo delle seguenti tappe del Giro d'Italia:
| Anno | Tappa | Partenza | km    | Vincitore di tappa  | Maglia rosa         |
| ---- | ----- | -------- | ----- | ------------------- | ------------------- |
| 1911 | 3ª    | Genova   | 274,9 | Giovanni Rossignoli | Giovanni Rossignoli |
| 1980 | 1ª    | Genova   | 123   | Giuseppe Saronni    | Francesco Moser     |
| 1998 | 2ª    | Alba     | 160   | Ángel Edo           | Alex Zülle          |

È stata inoltre sede di partenza delle seguenti tappe del Giro d'Italia:
| Anno | Tappa | Arrivo                            | km    | Vincitore di tappa | Maglia rosa         |
| ---- | ----- | --------------------------------- | ----- | ------------------ | ------------------- |
| 1911 | 4ª    | Mondovì                           | 190,3 | Carlo Galetti      | Giovanni Rossignoli |
| 1966 | 2ª    | Monesi                            | 60    | Julio Jiménez      | Julio Jiménez       |
| 1980 | 2ª    | Torino                            | 179   | Giuseppe Saronni   | Francesco Moser     |
| 1987 | 2ª    | Borgo Val di Taro                 | 242   | Moreno Argentin    | Erik Breukink       |
| 2001 | 18ª   | Santuario di Sant'Anna di Vinadio | 230   | annullata          | Gilberto Simoni     |

### Impianti sportivi
- Stadio Nino Ciccione aveva una capienza di circa 5 000 spettatori divisi in quattro settori: tribuna coperta, distinti, gradinata nord, gradinata sud, ma in seguito all'emanazione delle norme antiviolenza la capienza è stata ridotta a circa 3 300 posti.
- Piscina Felice Cascione, con capienza di 800 spettatori.
- Sferisterio Edmondo De Amicis per la pallapugno, con capienza di 3 500 spettatori.
- Campo di rugby "Pino Valle" sito in località Baitè.
- Pala San Camillo - campo di pallamano sito in Via Felice Musso
- Campo di Atletica "A.Lagorio" a Borgo Prino, con una capienza di circa 1000 spettatori.
- Palazzetto dello Sport di Imperia, situato di fianco alla piscina comunale, con una capienza di 750 spettatori.